# Chromulinales
A Chromulinales a sárgamoszatok egyik rendje. Először Adolf Pascher azonosította és írta le 1910-ben.

## Életmód
Legtöbb fajuk mixotróf, fotoszintézisre való képességük ősi jelleg.
Egyes tagjai nyálkával borított sejtekből állnak, pikkelyes páncéllal rendelkeznek, vagy kolóniát képeznek.

## Morfológia
Mozgó sejtek, melyeknek fénymikroszkóppal általában egy ostoruk látható, kinetoszómájukon négy ostorgyökér van. Kloroplasztiszuk körül endoplazmatikus retikulum van. Bár egy ostor látható fénymikroszkóppal, elektronmikroszkóppal megállapítható, hogy rendelkeznek egy rövid másik ostorral is.
2016-ban felfedezték a JBC27 törzset, melynek mindkét ostora jól látható fénymikroszkóppal a korábban ismert csoportoktól eltőrően.
Az ostorokon háromrészes masztigonéma lehet.

## Filogenetika
A Hibberdiales testvérrendje, e két rend az Ochromonadalesszel és a Synuralesszel 4 rendű kládot alkot.
A kloroplasztisz 107 fehérjekódoló génje és 9 faj elemzése alapján polifiletikus: a Poterioochromonas az Ochromonast tartalmazó csoport testvércsoportja, és utóbbi csoportban alakult ki a Synurales, benne a Synura nemzetséggel.

## Élőhely
Anchialin barlangok haloklinjaiban, biofilmekben és ivóvízforrásokban gyakoriak.

## Kölcsönhatások
A Temora ászkaráknem a Chromulinales rendből sokat eszik.

## Taxonómia
A GBIF az alábbi családjait tartja nyilván:
- Chrysamoebaceae, nemzetségei: Chrysamoeba, Chrysidiastrum, Chrysostephanosphaera, Leukochrysis és Rhizochrysis
- Chrysocapsaceae, nemzetségei: Chrysocapsa, Chrysocapsella, Chrysomorula, Dermatochrysis, Gloeochrysis, Naegeliella, Pascherella, Phaeaster és Tetrasporopsis
- Chrysococcaceae, nemzetsége a Chrysococcocystis Doflein, 1923
- Chrysolepidomonadaceae, nemzetsége a Chrysolepidomonas M. C. Peters et R. A. Andersen, 1993
- Chrysosphaeraceae, nemzetsége a Chrysosphaera Pascher, 1914
- Chrysothallaceae, nemzetsége a Phaeoplaca Chodat, 1926
- Dinobryaceae, nemzetségei: Calycomonas, Chrysococcus, Chrysolykos, Conradocystis, Dinobryon, Dinobryopsis, Epipyxis, Kephyrion, Kephyriopsis, Lepochromulina, Ochromonas, Ollicola, Phaeosphaera, Poterioochromonas, Pseudokephyrion, Sphaerobryon, Stenokalyx, Stokesiella, Stylobryon, Stylochrysalis és Stylopyxis

Korábbi családjai, a névadó Chromulinaceae és a Paraphysomonadaceae átkerültek az Ochromonadalesbe.
Az alábbi nemzetségek helyzete ismeretlen (incertae sedis):
- Amphichrysis Korshikov, 1929
- Anthophysa Bory de Saint-Vincent, 1822
- Chrysobotriella E. Strand, 1928
- Chrysoxys Skuja, 1948
- Mucosphaera A. J. Dop et A. P. van Beem, 1980
- Oikomonas Kent, 1880
- Pedospumella Boenigk et Findenig, 2010
- Phaeobotrys
- Synuropsis J. Schiller, 1929

## Jelentőség
A hűtőtornyokba bekerülhetnek a vízzel, ahol anyagcsere-melléktermékekként vagy elhalt sejtekként oldott szerves anyagokat bocsátanak ki, melyeket a heterotróf baktériumok és gombák elfogyasztanak, a szén egyre magasabb trofikus szintekig jut, a fertőtlenítés ellenére.

## Fordítás
Ez a szócikk részben vagy egészben  a   Chromulinales című angol Wikipédia-szócikk ezen változatának fordításán alapul.  Az eredeti cikk szerkesztőit annak laptörténete sorolja fel. Ez a jelzés csupán a megfogalmazás eredetét és a szerzői jogokat jelzi, nem szolgál a cikkben szereplő információk forrásmegjelöléseként.